# Sabine Kuegler
Sabine Kuegler es una escritora alemana (25 de diciembre de 1972 (52 años), Patan, Katmandú, Nepal).

## Biografía
Sus padres trabajaban en Nepal, como lingüistas y misioneros protestantes. En 1978 la familia se trasladó a Indonesia, en la isla de Nueva Guinea para, en 1980, adentrarse en la jungla de Irian Jaya situada en lo más profundo de Papúa Occidental con el propósito de estudiar la lengua y las costumbres de los fayu, una tribu todavía virgen y que nunca había recibido influencia del mundo civilizado. 
La infancia y adolescencia de Sabine transcurrió en este lugar tan distinto del nuestro. Se educó junto con sus hermanos y con los niños fayu, con absoluta libertad y en pleno contacto con la naturaleza. A los diecisiete años regresó a Europa para estudiar y aprender a integrarse en la sociedad de sus orígenes. El choque fue muy duro pero consiguió adaptarse. En su primer libro la niña de la jungla deja constancia de todo este proceso. Actualmente vive cerca de Hamburgo y es madre de cuatro hijos.

## Comentarios sobre su obra
Su obra puede catalogarse como literatura-testimonio en la que utiliza un lenguaje sencillo y directo para comunicar el contraste en esos dos mundos que ha vivido.

## Obra
- Dschungelkind (2005) Traducido al español como La niña de la jungla (Styria)
- Ruf des Dschungels (2006)
- Gebt den Frauen das Geld (2007)

- Datos: Q73693